# Сана Гомес
Сана Гомес (на португалски: Saná Gomes) е бисау-гвинейски футболист, който играе на поста ляв бек. Състезател на Белененсеш.

## Кариера
На 29 юли 2022 г. Гомес подписва с Дебрецен. Прави дебюта си на 31 юли при равенството 2:2 като гост на Кишварда.

### Берое
На 31 януари 2023 г. бисау-гвинеецът е изпратен под наем в старозагорския Берое. Дебютира на 12 февруари при загубата с 1:4 като домакин на ЦСКА (София).

## Национална кариера
На 9 юни 2022 г. Сана дебютира в официален мач за националния отбор на Гвинея-Бисау, при загубата с 5:1 като домакин на националния отбор на Сао Томе и Принсипи, в среща от квалификациите за Купата на африканските нации през 2023 г.

## Успехи
Ноа
- Купа на Независимостта (1): 2020
- Суперкупа на Армения (1): 2020